# Христо Данов
Христо Груєв Данов (27 серпня 1828, Клисура — 11 грудня 1911, Пловдив) — болгарський видавець, вчитель та просвітник, що відіграв дуже важливу роль у становленні друкарської справи в Болгарії.

## Життєпис
Народився Христо Данов в Клісурі 27 липня 1828 року. Навчається спочатку в місцевій школі, а потім у місті Копривштиця разом з Йоакимом Груєвим та Найденом Геровим — в майбутньому також видатними просвітниками, педагогами та болгарськими книговидавцями.
Під час свого навчання Данов стверджується в думці, що доступ до навчання має лише обмежене коло людей, а для народу не має достатньо навчальної літератури та підручників для забезпечення його потреб в освіті. Тому, після закінчення навчання у 1855 році, на зекономлені за час навчання кошти, вирішує видати календар на 1856 рік.
Ця дата вважається початком книговидавничої справи в Болгарії.
Починаючи з 1862 року відкривається товариство «Книговидавництво Христо Груєва Данова та інші», що займається друком підручників та навчальної літератури. Серед книжок, що були видані є приклади з письма, математика для дошкільнят, а також, писання Нового та Старого завіту з 101 зображенням.
Справа набирає обертів і 1858 року Христо Данов, після революційно-визвольної боротьби, що пройшла Болгарією, і яку він активно підтримував, відкриває в Пловдиві власну друкарню, куди відразу й переїжджає для розвитку видавничої справи.
Згодом подібні філіали відкриються і у інших містах — 1867 року в Русі і Велесі, а 1880 року — в Софії і Ломі.
Окрім видавництва, Данов активно займається просвітницькою діяльністю, розповсюджуючи свої книги по всій Болгарії та навіть, з певною обережністю, в Македонії, оскільки, на його переконання тільки освічена людина може принести користь суспільству.
Христо Груєв Данов укладає та першим видає торгові каталоги для книг в книгарнях, які вважаються прообразом наявного сьогодні каталогу «Books in Print», а також вивчає ринок болгарської книги. Відомо про три такі каталоги:
- 1862 року, що містив інформацію про 149 книг з указанням автора та назви книги, 8 карт Землі болгарською мовою, розділених на 9 розділів, а також книги іншими мовами, зокрема турецькою, французькою, грецькою та іншими мовами;
- 1866 року надано повний бібліографічний опис 215 болгарських книг, наведена періодика, карти з анотаціями, портрети — всього 13 розділів;
- 1875 року в каталозі наведено повну інформацію про підручники та розділено на 13 розділів в залежності від того чи іншого предмету вивчення.

Також протягом 8 років, з 1869 року по 1876 рік виходить календар-журнал «Летоструй», в якому віддруковувалася інформацію про нещодавно презентовані книги із зазначенням автора, назви, підзаголовку, місця та дати видання, а також вартість та її формат. Як правило календар містив дані про 250—300 книг. Та став істинно народним виданням, яке охоче розкуповували.
За все своє життя Груєв видав близько 1000 різної друкованої продукції. Зокрема це книги, наукові замітки, художні твори, карти, атласи, портрети видатних болгар. В більшості випадків він був не тільки видавцем, а й автором літератури.
25 липня 1878 року побачив світ перший випуск газети «Маріца», що стала одним з найавторитетніших вісників Болгарії.

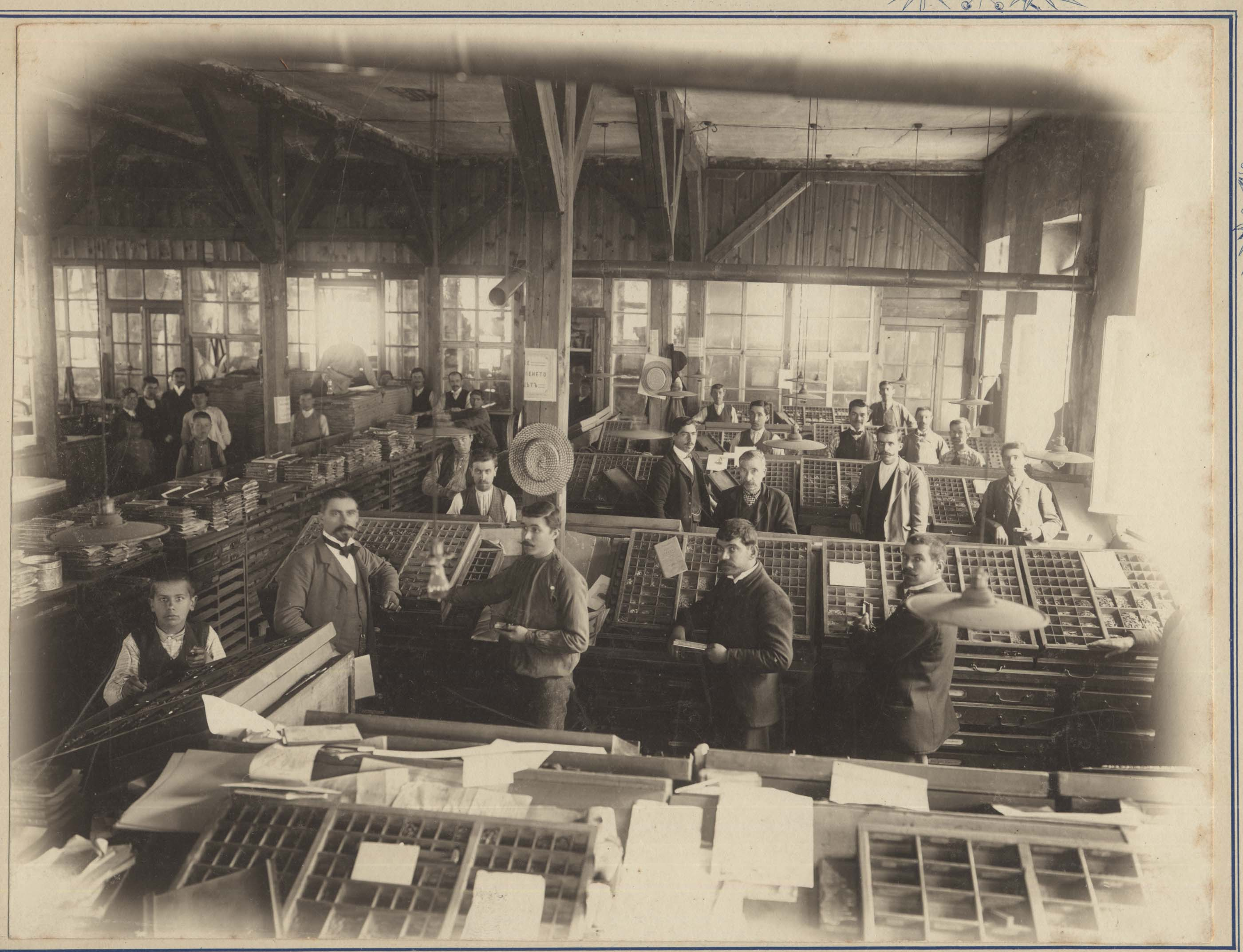
Друкарня Христо Данова у Пловдиві, 1905 рік.

1896 року видавничу справу Христо Данов поєднав з розвитком та осучасненням міста, оскільки був обраний мером Пловдива. На посаді пробув три роки, до 2 липня 1899 року.
Помер публіцист, книговидавець та вчитель-просвітник болгарського народу 11 листопада 1911 року і похований в церкві Святої Богородиці.
Справу батька продовжили сини, які до націоналізації видавництва 1947 року видали близько 2400 найменувань.
На сьогодні в Болгарії за значний внесок у розвиток літератури затверджена Національна премія імені Христо Груєва Данова.